# Guillermo Subiabre
Guillermo Subiabre Astorga (sinh ngày 25 tháng 2 năm 1903 ở Osorno, Chile; mất ngày 11 tháng 4 năm 1964 ở Santiago, Chile) là một cầu thủ bóng đá người Chile. Trong sự nghiệp ông đã từng chơi cho các câu lạc bộ Colo-Colo (1927–1934), Santiago Wanderers, và Đội tuyển bóng đá quốc gia Chile. Ông cũng đã tham dự Thế vận hội Mùa hè 1928 và Giải vô địch bóng đá thế giới 1930.
Tại Colo-Colo, Subiabre chơi ở vị trí tiền đạo 8 mùa giải, 6 trong số đó là giai đoạn nghiệp dư và 2 còn lại là giai đoạn chuyên nghiệp. Năm 1934, ông đã được công nhận là một cầu thủ chơi suốt sự nghiệp cho Colo-Colo

## Cuộc sống
Subiabre sinh ngày 25 tháng 2 năm 1923 tại Osorno, Chile.

## Sự nghiệp

### Giải vô địch bóng đá Nam Mỹ 1926
Ông lần đầu thi đấu cho Chile tại Giải vô địch bóng đá Nam Mỹ 1926. Trong trận đấu mở màn, Chile đã đánh bại Bolivia đậm 7-1, trong đó ông ghi được 1 bàn thắng ở phút thứ 14. Ông đã ghi bàn thắng danh dự cho Chile trong trận đấu thứ 2 gặp Uruguay trên chấm penalty. Chile thua Uruguay 1-3. Đó là bàn thắng cuối cùng của ông tại giải đấu này.
Ông kết thúc giải đấu với 2 bàn thắng.

### Thế vận hội Mùa hè 1928
Sau thất bại tại vòng sơ loại trước Bồ Đào Nha, Chile vào vòng consolation. Tại vòng 1, Chile thắng Mexico 3-1 với một cú hat-trick của Subiabre. Chile hòa với Hà Lan trong trận chung kết consolation.
Ông kết thúc môn bóng đá tại Thế vận hội với 3 bàn thắng.

### Giải vô địch bóng đá thế giới 1930

Subiabre ghi bàn thắng trong trận đấu gặp Pháp trong lượt trận thứ 3 của bảng 1 World Cup 1930.

Subiabre đã thi đấu trong trận đấu đầu tiên của Chile gặp Mexico. Chile thắng chung cuộc 3-0. Subiabre đã để lại dấu ấn đầu tiên khi là cầu thủ ghi bàn thắng duy nhất trong trận đấu thứ 2 của Chile trước Pháp. Chile và Argentina sẽ cạnh tranh cho tấm vé đi tiếp vào vòng bán kết ở lượt trận cuối. Chile đã thất bại 1-3 mặc dù Subiabre đã ghi bàn thắng rút ngắn tỉ số 1-2 ở phút thứ 15.
Ông kết thúc giải đấu với 2 bàn thắng.

## Bàn thắng quốc tế
Tất cả bàn thắng cho Chile
| #  | Ngày                 | Địa điểm                                     | Đối thủ   | Tỉ số | Kết quả | Giải đấu                           |
| -- | -------------------- | -------------------------------------------- | --------- | ----- | ------- | ---------------------------------- |
| 1. | 12 tháng 10 năm 1926 | Sân vận động Thể thao Ñuñoa, Santiago, Chile | Bolivia   | 2–0   | 7–1     | Giải vô địch bóng đá Nam Mỹ 1926   |
| 2. | 17 tháng 10 năm 1926 | Sân vận động Thể thao Ñuñoa, Santiago, Chile | Uruguay   | 1–3   | 1–3     | Giải vô địch bóng đá Nam Mỹ 1926   |
| 3. | 5 tháng 6 năm 1928   | Monnikenhuize, Arnhem, Hà Lan                | México    | 1–1   | 3–1     | Thế vận hội Mùa hè 1928            |
| 4. | 5 tháng 6 năm 1928   | Monnikenhuize, Arnhem, Hà Lan                | México    | 2–1   | 3–1     | Thế vận hội Mùa hè 1928            |
| 5. | 5 tháng 6 năm 1928   | Monnikenhuize, Arnhem, Hà Lan                | México    | 3–1   | 3–1     | Thế vận hội Mùa hè 1928            |
| 6. | 19 tháng 7 năm 1930  | Sân vận động Centenario, Montevideo, Uruguay | Pháp      | 1–0   | 1–0     | Giải vô địch bóng đá thế giới 1930 |
| 7. | 22 tháng 7 năm 1930  | Sân vận động Centenario, Montevideo, Uruguay | Argentina | 1–2   | 1–3     | Giải vô địch bóng đá thế giới 1930 |